# George Oliver (médecin)
George Oliver (13 avril 1841 - 27 décembre 1915) est un médecin britannique.

## Biographie
Il est né à Middleton-in-Teesdale, dans le comté de Durham, deuxième fils de W. Oliver, chirurgien. Il fréquente le pensionnat de Gainford, dans le Yorkshire, puis suit des études de médecine à l'University College de Londres et à l'University College Hospital, où il obtient son diplôme de MB en 1865 et de MD en 1873.
Il s'installe à Harrogate, dans le Yorkshire, et y dirige un vaste cabinet de 1876 jusqu'à sa retraite en 1908. En 1887, il est élu membre du Collège royal des médecins et, en 1896, il prononce leur conférence Croonian sur le thème de la circulation sanguine. En 1904, il fonde la chaire Oliver-Sharpey pour promouvoir la recherche physiologique par l'observation et l'expérimentation, et pour encourager l'application des connaissances physiologiques à la prévention et à la guérison des maladies et à la prolongation de la vie  (La chaire est fondée en l'honneur de William Sharpey, qui est le professeur de physiologie d'Oliver à l'University College de Londres).
Oliver invente plusieurs instruments tels que l'hémoglobinomètre, l'hémodynamomètre et l'artériomètre. Ces instruments lui permettent d'observer en 1893 l'effet d'un extrait de glande surrénale de mouton sur les vaisseaux sanguins humains. Il poursuit l'étude des glandes à sécrétion interne, en particulier les surrénales, en collaboration avec Edward Schäfer de l'University College.
Il est décédé à la retraite à Farnham, dans le Surrey. Il s'est marié deux fois : la première fois en 1872 avec Alice Mary Hunt, décédée en 1898, et la seconde fois en 1900 avec Mary Ledgard, qui lui a survécu.